# 65, 66 och jag
65, 66 och jag (även 65:an, 66:an och jag) är en svensk komedifilm från 1936.

## Handling
Grosshandlare Karl-Alfred Pettersson blir förväxlad med luffaren Fritiof Blomberg som smitit från sina repetitionsövningar. Blomberg kastas i fängelse för ett brott som Pettersson begått, medan Pettersson själv hamnar i det militära. Där hamnar han under löjtnant Nils Tjäder, som han inte har ett så bra förhållande till i det civila.

## Om filmen
Filmen premiärvisades på biograf Skandia i Stockholm den 23 november 1936. Den har visats vid ett flertal tillfällen i SVT, bland annat 1980, 1992, 1998, 2000, 2004, i maj 2019 och i augusti 2021.
Filmen har som förlaga en dansk teaterpjäs av Axel Frische som hade premiär på Casino i Köpenhamn 20 september 1935. Den har filmats i Finland 1943 under titeln Varuskunnan "pikku" morsian (Garnisonens "lilla" fästmö) i regi av Eero Levä.
Teaterpjäsen 65, 66 och jag hade premiär i Stockholm på Folkets hus teater den 3 oktober 1936. Med i filmen och teaterpjäsen finns Elof Ahrle som på film gör 66 Frisk och i pjäsen grosshandlare Pettersson och Sigge Fürst som på film gör en polis och i pjäsen en fanjunkare.

## Rollista (i urval)
- Thor Modéen – Karl-Alfred Petterson
- Carl Hagman – 65 Petrus Ramlösa
- Elof Ahrle – 66 Pelle Frisk
- Katie Rolfsen – Amalia Jönsson
- Allan Bohlin – löjtnant Nils Tjäder
- Elsa Carlsson – Lisa Petterson, Karl-Alfreds fru
- Artur Cederborgh – Fritiof Blomberg, luffare
- Greta Wenneberg – Ellen Petterson, Karl-Alfreds dotter
- Nils Jacobsson – Hallén, advokat
- Sigge Fürst – poliskonstapel
- Hugo Jacobson – sergeant Andersson
- Karl Kinch – regementsläkare
- Olav Riégo – poliskommissarie
- Birgit Chenon – Karl-Alfreds kontorist[7]

## Musik i filmen
- I villande skogen jag vallar min hjord, kompositör Andreas Randel, text Fredrek på Rannsätt, framförs på en kam av Thor Modéen
- I sommarens soliga dagar, text Gustaf Emanuel Johansson, sång Elof Ahrle och Carl Hagman
- Kungliga Svea livgardes paradmarsch (Fest Marsch), kompositör Wilhelm Körner, instrumental
- Kungliga Södermanlands regementes marsch, kompositör Carl Axel Lundvall, sång Carl Hagman, Elof Ahrle, Thor Modéen och Åke Uppström
- Kungliga Göta livgardes marsch, kompositör J.W. Schubert, instrumental
- 65, 66 och jag, kompositör Mac Morris, text Anders Henrikson och Elof Ahrle, sång Thor Modéen, Carl Hagman och Elof Ahrle

## DVD
Filmen gavs ut på DVD 2013.